# Europa Press (éditeur)
Ne doit pas être confondu avec Europa Press.
 (avril 2025).
Si vous disposez d'ouvrages ou d'articles de référence ou si vous connaissez des sites web de qualité traitant du thème abordé ici, merci de compléter l'article en donnant les références utiles à sa vérifiabilité et en les liant à la section « Notes et références ».
Europa Press est une ancienne maison d'édition fondée à Paris par le poète surréaliste irlandais George Reavey.

## Parcours
Créée à Paris en 1932, Europa Press est surtout connue pour voir été la première maison à publier des poèmes de Samuel Beckett.
Actif sur Paris depuis 1929, Reavey fut le premier traducteur en anglais de Paul Éluard. Le recueil choisit fut La Rose publique et Pablo Picasso accepta de faire un dessin original à cette occasion. Cette traduction devait coïncider avec la London International Surrealist Exhibition (11 juin - 4 juillet 1936, New Burlington Galleries) qui permit au mouvement surréaliste d’essaimer en Angleterre.
En 1935, Reavey part pour Londres et Europa Press cesse ses activités éditoriales en 1939.

## Catalogue
1. George Reavey, Faust's Metamorphoses (1932) - publié avec The New Review
2. George Reavey, Nostradam (1935)
3. George Reavey, Signes d'Adieu (1935)
4. Samuel Beckett, Echo's Bones and Other Precipitates (1935)
5. Paul Éluard, Thorns of Thunder (1936) - trad. par G. Reavey, S. Beckett, Denis Devlin, David Gascoyne, Man Ray et Ruthven Todd, préf. de Herbert Read
6. Denis Devlin, Intercessions (1937)
7. Charles Henri Ford, The Garden of Disorder (1938)
8. Brian Coffey, Third Person (1938)
9. George Reavey, Quixotic Perquisitions (1939)